# Ileni, Brașov
Ileni (în maghiară Illény) este un sat în comuna Mândra din județul Brașov, Transilvania, România.

## Istorie
În anul 1733, când episcopul român unit cu Roma (greco-catolic) Inocențiu Micu-Klein decide organizarea unei conscripțiuni în Ardeal, în localitatea românească Ileni au fost recenzate 66 de familii. Cu alte cuvinte, în localitatea Ileni a anului 1733 trăiau circa 330 de persoane. În aceeași localitate, aflăm din același registru al conscripțiunii, erau recenzați doi preoți: Vaszilakie (~ Vasilache) (greco-catolic) și Komán (~ Coman) (ortodox). La Ileni funcționa o biserică.

## Personalități
- Iacob Cornea, tatăl disidentei Doina Cornea (1929-2018)[7]

## Imagini

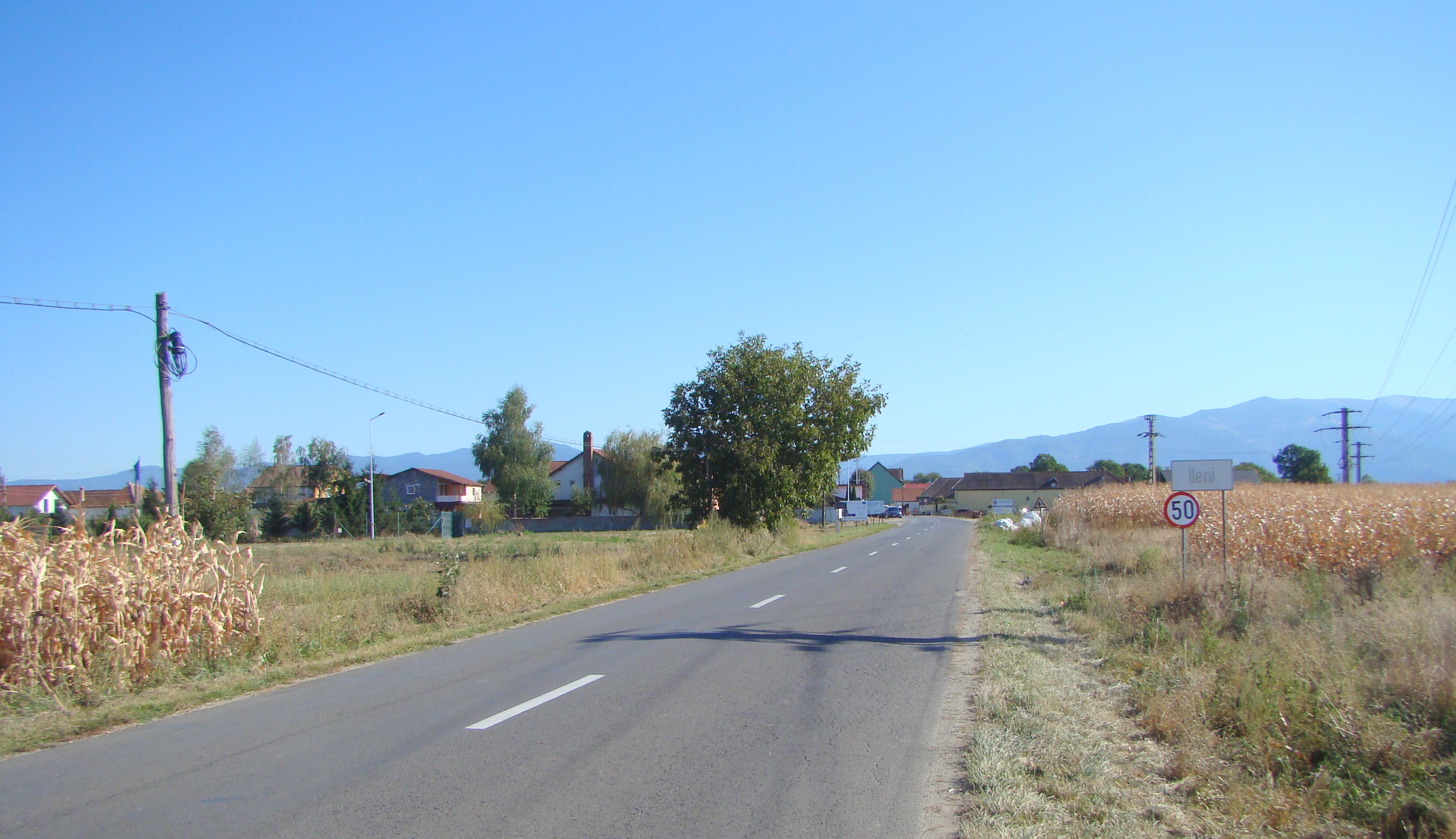
Intrarea în localitate
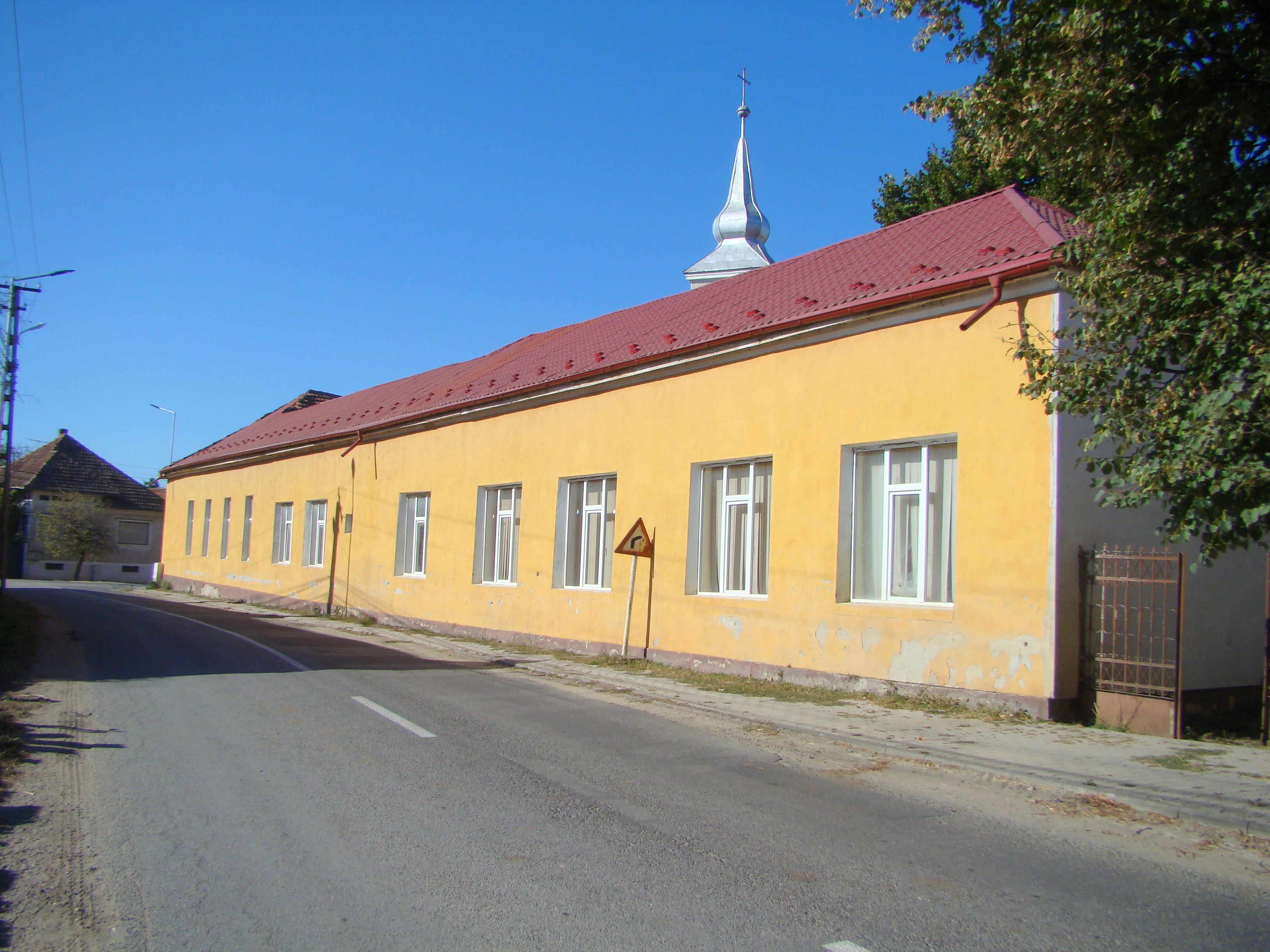
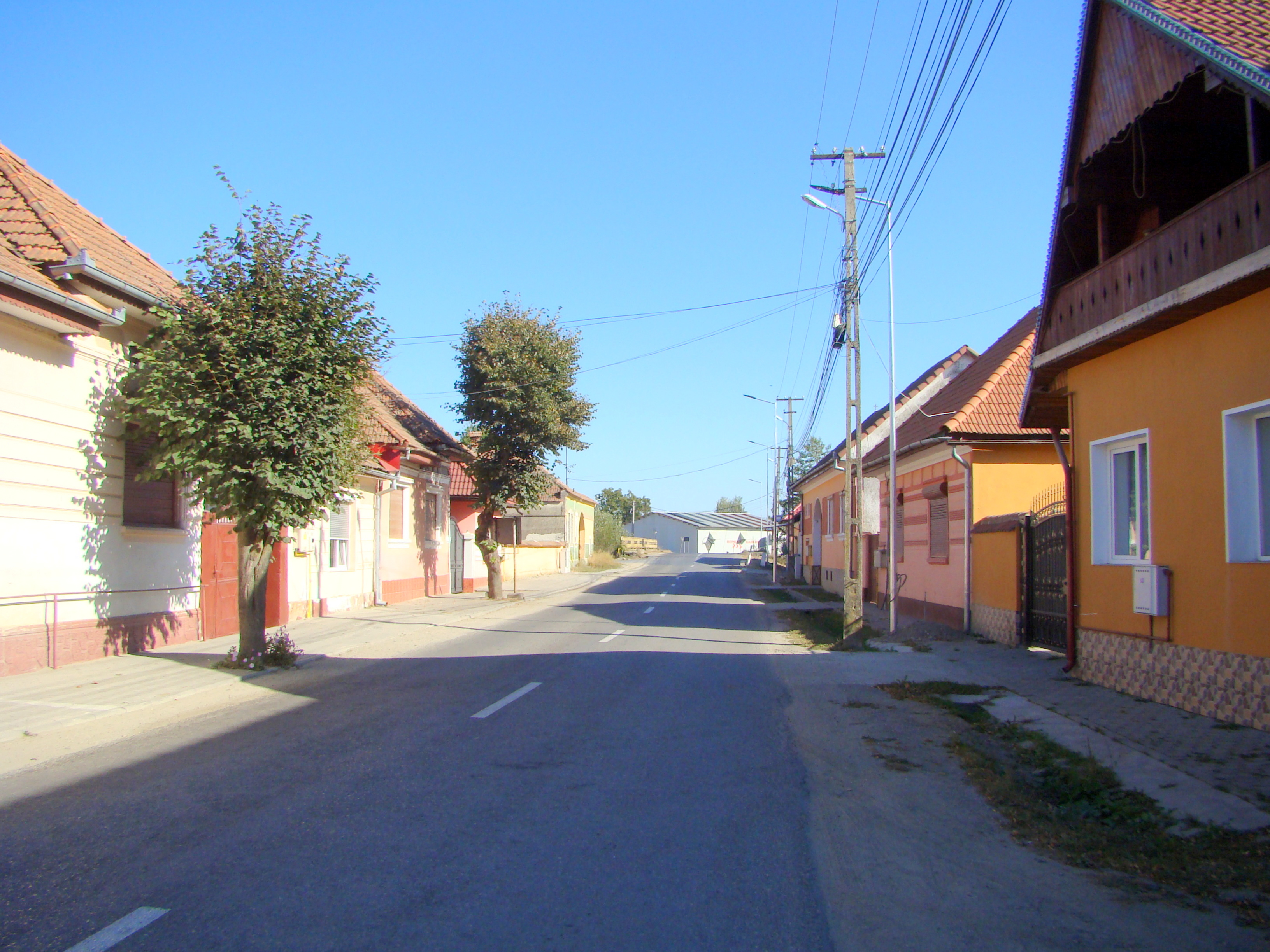